# Lehtojärvet (Junosuando socken, Norrbotten, 751189-178973)
Lehtojärvet är en sjö i Pajala kommun i Norrbotten och ingår i Torneälvens huvudavrinningsområde.